# Navada
Navada (ali manira kot šaljiv in uraden izraz) je rutina vedenja, ki se redno ponavlja, in ponavadi nastane podzavestno.
Znanstvena revija American Journal of Psychology (1903) je navado s stališča psihologije opredelila kot »bolj ali manj ustaljen način razmišljanja, volje ali občutenja, pridobljen s prejšnjim ponavljanjem duševne izkušnje.« Vedenje pri osebah, ki izkazujejo navado, pogosto ostane neopaženo, ker se osebi pri rutinskih opravilih ni treba samoanalizirati. Navade so včasih kompulzivne. Študija vsakodnevnih izkušenj iz leta 2002, ki so jo opravili raziskovalka navad Wendy Wood in sodelavci, je pokazala, da iz navade izhaja približno 43 % vsakodnevnega vedenja. Nova vedenja lahko postanejo samodejna v procesu oblikovanja navad. Stare navade je težko odpraviti, nove navade pa je težko oblikovati, saj se vedenjski vzorci, ki jih ljudje ponavljajo, vtisnejo v živčne poti, vendar je nove navade mogoče oblikovati s ponavljanjem.
Ko se vedenje ponavlja v stalnem kontekstu, se polagoma okrepi povezanost konteksta in dejanja. To poveča samodejnost vedenja v tem kontekstu. Značilnosti samodejnega vedenja so vse ali nekatere od naslednjih: učinkovitost; pomanjkanje zavedanja; nenamernost in neobvladljivost.

## Oblikovanje
Oblikovanje navad je postopek, pri katerem vedenje z rednim ponavljanjem postane samodejno ali habitualno (iz navade). To se kaže kot povečevanje samodejnosti s številom ponovitev proti asimptoti. Ta proces oblikovanja navad je lahko počasen. Lally in sod. (2010) so ugotovili, da je bil povprečni čas, ko so udeleženci dosegli asimptoto samodejnosti, 66 dni, z razponom od 18 do 254 dni. Poleg tega je bilo ugotovljeno, da lahko nezadostno ponavljanje vedenja kratkoročno škoduje oblikovanju navad in dolgoročno stopnji samodejnosti.
Trije glavni sestavni deli oblikovanja navad so kontekstni znak, vedenjsko ponavljanje in nagrada. Kontekstni znak je lahko predhodno dejanje, čas dneva, kraj ali kar koli, kar sproži habitualno vedenje. To je lahko kar koli, kar um poveže z določenim dejanjem in ob čemer človek to dejanje samodejno izrazi. Vedenje, ki ga človek ob tem izkazuje, je dejanska navada, nagrada pa je pozitiven občutek, ki krepi »zanko navade«. Navado lahko sprva sproži cilj, vendar postane sčasoma ta cilj manj potreben in navada postane bolj samodejna. Ugotovili so, da so pri spodbujanju učenja navad še posebej učinkovite občasne ali negotove nagrade.
Uvedena so bila različna digitalna orodja, spletne ali mobilne aplikacije, ki so namenjena podpori oblikovanja navad. Sistem Habitica je na primer sistem, ki uporablja gamifikacijo, pri čemer za opravila v resničnem življenju uporablja strategije iz videoiger, kot so izkušnje in zlato. Vendar je pregled takšnih orodij pokazal, da jih je s teoretičnega vidika večina slabo zasnovana in ne podpirajo razvoja samodejnosti.
Nakupovalne navade so še posebej občutljive na spremembe »glavnih življenjskih trenutkov«, kot so matura, poroka, rojstvo prvega otroka, selitev v nov dom in ločitev. Nekatere trgovine poskušajo s podatki o nakupih zaznati te dogodke in izkoristiti tržno priložnost.
Nekatere navade, ki vplivajo na oblikovanje drugih navad, so znane kot »ključne navade«. Tako lahko samoidentifikacija človeka kot osebe, ki skrbi za svoje telo in redno lelovadi, vpliva tudi na boljše prehranjevanje in manjšo uporabo kreditnih kartic. V poslu je lahko ključna navada, ki vpliva na druge navade, katerih posledica je večja produktivnost, varnost.
Pred kratkim opravljena študija Adriaanse in sod. (2014) je pokazala, da navade določajo razmerje med samokontrolo in nezdravim uživanjem prigrizkov. Rezultati študije so empirično pokazali, da lahko visoka samokontrola vpliva na oblikovanje navad in s tem na vedenje.

## Cilji
Stik ali interakcijo med navado in ciljem omejuje poseben način učenja in spominske reprezentacije navad. Natančneje to pomeni, da je za asociativno učenje osnovnih navad značilno počasno, postopno kopičenje informacij v postopkovnem spominu. Navade lahko koristijo ali škodijo ciljem, ki si jih človek postavi.
Navade usmerjajo cilji, ki zagotavljajo začetno motivacijo, naravnano k dosegi izida s ponavljanjem odziva. V tem smislu so navade pogosto sled preteklega zasledovanja cilja. Kadar navada teži k enemu dejanju, zavestni cilj pa k drugemu, se pojavi opozicijski kontekst. Ko navada prevlada nad zavestnim ciljem, se zgodi napaka pri zajemu.
Iz ciljev izhaja tudi napovedovanje vedenja. To upošteva verjetnost, da se bo oblikovala navada, toda za oblikovanje navade mora biti najprej prisoten cilj. Vpliv ciljev je tisto, po čemer se navade razlikujejo od drugih samodejnih umskih procesov.

Sledi opis klasičnega poskusa razvrednotenja ciljev (iz gostujočega spletnega dnevnika Scientific American MIND z naslovom Ali naj vam navade ali cilji usmerjajo življenje? Odvisno ), ki ponazarja razliko med ciljno naravnanim in habitualnim vedenjem:
Serija elegantnih eksperimentov, ki so jih v zgodnjih osemdesetih letih na angleških univerzi v Cambridgeu izvedli Anthony Dickinson in sodelavci, je jasno razkrila vedenjske razlike med ciljno naravnanimi in habitualnimi procesi. Če povzamemo eksperiment: V fazi učenja so podgano naučili pritiskati na ročico, da je prejela nekaj hrane. V drugi fazi so podgano postavili v drugo kletko brez vzvoda in ji dali hrano, vendar ji je hrana povzročila slabo počutje. To je povzročilo, da je podgana hrano »razvrednotila«, saj jo je povezala s slabim počutjem, ne da bi s tem neposredno povezala pritisk na vzvod. Končno so v fazi preizkusa podgano postavili v prvotno kletko z vzvodom. (Da bi preprečili dodatno učenje, ji v fazi preizkusa niso dali hrane.) Podgane, ki so prestale obsežno fazo učenja, so v fazi preizkusa še naprej pritiskale na ročico, čeprav je bila hrana zanje razvrednotena; njihovo vedenje je bilo habitualno. Podgane, ki so prestale zmerno fazo učenja, tega niso počele in je bilo njihovo vedenje ciljno naravnano. … Ciljno naravnano vedenje je mogoče razložiti z izrecno napovedjo posledice ali izida dejanja ob izbiri tega dejanja. Če želi podgana hrano, pritisne na ročico, ker pričakuje, da bo ob pritisku na ročico prejela hrano. Če je hrano razvrednotila, na ročico ne bo pritisnila. Habitualno vedenje je mogoče razložiti z močno povezavo med dejanjem in situacijo, v kateri je bilo dejanje izvedeno. Podgana pritisne na ročico, ko jo vidi, ne glede na predvideni izid.

## Živčnost
Številne navade lahko uvrstimo med živčne (nervozne) navade. Sem spadajo grizenje nohtov, jecljanje, smrkanje in udarjanje z glavo. Znane so kot simptomi čustvenega stanja in na splošno temeljijo na stanjih tesnobe, negotovosti, manjvrednosti in napetosti. Te navade se pogosto oblikujejo v mladosti in so lahko posledica potrebe po pozornosti. Ko poskušate premagati živčno navado, je pomembno, da razrešite vzrok živčnega občutka in ne simptom, ki je sama navada, zato lahko človek občuti tesnobo. Tesnoba je motnja, znana po pretirani in nepričakovani zaskrbljenosti, ki negativno vpliva na posameznikovo vsakdanje življenje in rutino.

## Slabe navade
Slaba navada je nezaželen vedenjski vzorec. Pogosti primeri vključujejo: odlašanje, nemirno premikanje, čezmerno zapravljanje in grizenje nohtov. Prej ko so te slabe navade prepoznane, lažje jih je popraviti. Namesto da bi zgolj poskušali odpraviti slabo navado, je morda bolj produktivno, da jo poskušamo nadomestiti z bolj zdravim mehanizmom spopadanja.

### Volja in namen
Ključni dejavnik pri ločevanju slabe navade od zasvojenosti ali duševne bolezni je moč volje. Če človek vedenje zlahka nadzoruje, je to navada. Dobri nameni lahko preglasijo negativni učinek slabih navad, vendar se zdi, da je njihov učinek neodvisen in aditiven – slabe navade ne izginejo, ampak ostajajo, vendar so ublažene.

### Odpravljanje
Za odpravljanje ustaljenih slabih navad je na voljo veliko tehnik, na primer umik ojačevalcev – prepoznavanje in odstranjevanje dejavnikov, ki navado sprožijo in okrepijo. Zdi se, da si bazalni gangliji zapomnijo kontekst, ki sproži navado, zato je navade mogoče oživiti, če se znova pojavijo sprožilci. Priporočljiva sta čimprejšnje prepoznanje in odprava slabih navad. Odprava navad postane z leti težja, saj ponovitve kumulativno krepijo navade vse življenje. Po Charlesu Duhiggu vsako navado tvori zanka, ki vključuje znak, rutino in nagrado. Primer zanke navade so konec televizijskega programa (znak), pot v hladilnik (rutina) in zaužitje prigrizka (nagrada). Za spreminjanje navade sta ključna prepoznava znaka ter sprememba rutine in nagrade.